# ReliefWeb
ReliefWeb (RW) é um portal de informações humanitárias fundado em 1996. Desde 2018  , hospeda mais de 720.000 relatórios de situação humanitária, comunicados de imprensa, avaliações, diretrizes, avaliações, mapas e infográficos. O portal é um veículo independente de informações, projetado especificamente para ajudar a comunidade humanitária internacional na entrega eficaz de assistência ou socorro de emergência. Ele fornece informações à medida que as crises humanitárias se desenrolam, ao mesmo tempo em que enfatiza a cobertura de "emergências esquecidas".

## Origem e desenvolvimento
A ReliefWeb foi fundada em outubro de 1996 e é administrada pelo Escritório das Nações Unidas para a Coordenação de Assuntos Humanitários (OCHA). O projeto começou sob o Departamento de Estado dos EUA, Bureau de Assuntos de Organização Internacional, que percebeu durante a crise de Ruanda como informações operacionais pouco críticas eram compartilhadas entre ONGs, agências da ONU e governos. Em 1995, o Conselheiro Sênior de Políticas sobre Gestão de Desastres do Departamento liderou uma série de discussões na sede da ONU em Genebra e na cidade de Nova York, bem como uma conferência sobre o projeto no Departamento de Estado dos EUA, na qual tanto a ReliefWeb como produto quanto a Internet em geral, foram apresentados como novas ferramentas para a comunidade humanitária. Seu lançamento oficial foi também o lançamento do primeiro site de desastres da ONU. Reconhecendo o quão crítica é a disponibilidade de informações confiáveis e oportunas em tempos de emergências humanitárias, a Assembleia Geral das Nações Unidas endossou a criação da ReliefWeb e incentivou a troca de informações humanitárias por meio da ReliefWeb por todos os governos, agências de socorro e organizações não governamentais na Resolução 51/194 em 10 de fevereiro de 1997. A Assembleia Geral reiterou a importância do compartilhamento de informações em emergências e de aproveitar os serviços de informações de emergência do OCHA, como o ReliefWeb, na Resolução 57/153 de 3 de março de 2003.
A ReliefWeb mantém escritórios em três fusos horários diferentes para atualizar o site 24 horas por dia: Bangkok ( Tailândia ), Nairóbi ( Quênia ) e Nova York (Estados Unidos). Antes de 2011, os três escritórios estavam localizados em Genebra (Suíça), Kobe (Japão) e Nova York (Estados Unidos). O encerramento dos escritórios de Genebra e Kobe deveu-se aos custos mais elevados associados a estas localizações.
ReliefWeb tem visto um crescimento constante no uso. Em 2017, 6,8 milhões de pessoas visitaram a ReliefWeb. No mesmo ano, o site publicou mais de 57.000 relatórios e mapas, 39.500 empregos no setor humanitário e 2.600 oportunidades de treinamento.
Um primeiro grande esforço de redesenho foi iniciado em 2002 e concluído em 2005, com foco na implementação de uma arquitetura de informações mais centrada no usuário.
Em abril de 2011, a ReliefWeb lançou uma nova plataforma da Web baseada em tecnologia de código aberto para oferecer um poderoso mecanismo de pesquisa/filtro e um sistema de entrega.
Em 2012, a ReliefWeb começou a expandir seu foco para se tornar o balcão único para informações críticas sobre crises e desastres globais. Em novembro de 2012, a ReliefWeb renovou a página inicial, a seção "Sobre nós" e o Blog e introduziu "Labs", um local para explorar oportunidades e ferramentas novas e emergentes para melhorar a entrega de informações aos trabalhadores humanitários.

## Serviços
A ReliefWeb divulga informações humanitárias atualizando seu site 24 horas por dia. Além disso, a ReliefWeb atinge mais de 168.500 assinantes por meio de seus serviços de assinatura de e-mail, permitindo que aqueles que possuem conexões de Internet de baixa largura de banda recebam informações de forma confiável.
A ReliefWeb publica mapas e documentos diariamente de mais de 5.000 fontes do sistema da ONU, governos, organizações intergovernamentais, ONGs, academia e mídia. Além disso, uma equipe de cartógrafos cria mapas originais com foco em emergências humanitárias.
Todos os documentos postados no site são classificados e arquivados, permitindo a busca avançada de documentos de respostas de emergência anteriores. O banco de dados contém mais de 720.000 mapas e documentos que datam de 1981.
A ReliefWeb também é um importante repositório de postagens de empregos humanitários e anúncios de treinamento. Em 2017, 1.605 organizações publicaram 39.336 anúncios de empregos no ReliefWeb. As fontes de emprego e treinamento incluem instituições acadêmicas e de pesquisa, ONGs, organizações internacionais, governos, movimento da Cruz Vermelha / Crescente Vermelho e a mídia.
A ReliefWeb também fornece aplicativos e ferramentas para humanitários, que permitem uma busca de informações personalizadas mais direcionadas, com o objetivo de acelerar a entrega de informações importantes. Os aplicativos incluem funções para pesquisar o conteúdo da ReliefWeb, selecionar e acessar dados humanitários e gerenciar pessoal humanitário.

## Prêmios
A ReliefWeb ganhou os seguintes prêmios:
- Certificado de Realização Superior em Gestão Internacional de Emergências (janeiro de 1999) do Governo dos Estados Unidos.
- Prêmios UN21 (março de 2004) para "gestão do conhecimento" e "melhorias no ambiente de trabalho".[17]
- Prêmio Web4Dev (2006) do Banco Mundial pela excelência em design da Web e melhor uso da Web como ferramenta de suporte às atividades de desenvolvimento.
- Prêmio Special Achievement in GIS (2010) para OCHA na 20ª Conferência Anual de Usuários Internacionais da ESRI, em reconhecimento ao excelente trabalho com a tecnologia GIS.